# Smbat Lputjan
Smbat Lputjan (armenisch Սմբատ Լպուտյան, in wissenschaftlicher Transliteration Smbat Lpowtyan, in englischer Transkription Smbat Lputian, auch Smbat Lboutian; * 14. Februar 1958 in Jerewan) ist ein armenischer Schachspieler und -funktionär. Die korrekte Aussprache, die mit deutschen Buchstaben nicht wiederzugeben ist, lautet [sǝm'bat lǝpu'tjan].

## Erfolge
Smbat Lputjan gewann 1978 und 1980 die Meisterschaft der Armenischen SSR. Im Jahre 1982 erhielt er den Titel Internationaler Meister und 1984 Großmeister. Er gewann im Verlauf seiner Karriere mehrere internationale Turniere: Berlin 1982, Athen 1983, Irkutsk 1983, Sarajevo 1985, Irkutsk 1986, Hastings 1986/87 (geteilt mit Murray Chandler, Jonathan Speelman und Bent Larsen), Dortmunder Schachtage 1988, Jerewan 1988, Blagoweschtschensk 1988, Uschhorod 1988, Altensteig 1989, Rimavská Sobota 1991, Dortmund-Open 1992 (zusammen mit Wladimir Kramnik und Surab Asmaiparaschwili), Jerewan 1996 (geteilt mit Predrag Nikolić), Wijk aan Zee-B 1999, Jerewan 2000 (Zonenturnier) und 2001 (Armenische Meisterschaft), Port Erin 2003 (geteilt mit Simen Agdestein). Sein bestes Resultat bei der UdSSR-Meisterschaft war ein geteilter fünfter Platz 1984 in Lwiw.
Im Jahre 1990 qualifizierte er sich durch einen geteilten Sieg (mit Alexei Schirow, Alexei Drejew und Leonid Judassin) beim Zonenturnier in Lwiw für das Interzonenturnier Manila. 1993 gewann er das Zonenturnier in Protwino und nahm anschließend am Interzonenturnier Biel teil.
Er wird bei der FIDE als inaktiv geführt, da er seit dem European Club Cup 2008 in Chalkidiki keine gewertete Partie mehr gespielt hat.
Smbat Lputjan ist Vizepräsident des Armenischen Schachverbandes. 2004 wurde ihm der Titel FIDE Senior Trainer verliehen.

## Nationalmannschaft
2006 feierte er einen seiner größten Erfolge, als er mit Armenien die Schacholympiade in Turin gewann. Insgesamt spielte er von 1992 bis 2006 für Armenien bei allen acht Schacholympiaden. 1992, 2002 und 2004 errang Armenien Bronze. Er erhielt 1992 für sein Einzelergebnis an Brett 3 und 1998 an Brett 2 eine Silbermedaille. Außerdem nahm er an den Mannschaftsweltmeisterschaften 1993, 1997, 2001 und 2005 teil (wobei er mit der Mannschaft 1997, 2001 und 2005 den dritten Platz erreichte sowie 1997 das beste Einzelergebnis am dritten Brett erspielte), ebenso an den Mannschaftseuropameisterschaften 1992, 1997, 1999, 2005 und 2007. Mit der armenischen Mannschaft wurde er 1999 Mannschaftseuropameister, erreichte 2007 den zweiten und 1997 den dritten Platz.

## Vereine
Lputjan war in mehreren Ländern im Vereinsschach aktiv, so wurde er 2006 und 2007 armenischer Mannschaftsmeister mit Bank King Jerewan und spielte in der russischen Mannschaftsmeisterschaft für Südural Tscheljabinsk. In der bosnischen Premijer Liga spielte er im Jahre 2002 für den ŠK Kiseljak. Den European Club Cup gewann Lputjan 1986 und 1988 mit dem ZSKA Moskau, 1994 mit dem ŠK Bosna Sarajevo und 1995 mit Jerewan.